# Harmony (Laurent Wolf)
Harmony è il settimo album di Laurent Wolf, pubblicato il 13 novembre 2010.
L'album è stato anticipato dal singolo Suzy.

## Tracce
1. Survive [03:01]
2. Love Again [03:42]
3. Suzy [03:04]
4. I Can Fly [03:12]
5. Got Damn [03:26]
6. Love We Got [03:35]
7. We Are Here [03:19]
8. Walk The Line (Remix) [04:11]
9. Electric Car 2:58
10. One Time We Lived (Remix) [03:41]
11. Believe In Human [03:33]
12. World Is Wonderful [03:35]
13. It Is Not The End Of The World [03:35]
14. Earth [05:20]